# Wachschkette
Die Wachschkette (russisch Вахшский хребет) ist ein Gebirgszug in Tadschikistan.
Die Wachschkette verläuft östlich des Mittellaufs des Wachsch in NNO-SSW-Ausrichtung. Sie erstreckt sich über eine Länge von 80 km und erreicht eine maximale Höhe von 3141 m. Im Norden wird sie vom Flusslauf des Obichingou begrenzt. Der Gebirgszug besteht aus Sandstein, Kalkstein und Lehm. Klima und Vegetation entsprechen der einer Halbwüste oder einer subtropischen Steppe. Der Pandsch-Nebenfluss Kysylsu verläuft östlich des Gebirgszugs.